# Alexandra Olegowna Tabakowa
Alexandra Olegowna Tabakowa (Александра Олеговна Табакова; * 3. Mai 1966 in Moskau) ist eine russische Schauspielerin.

## Leben
Tabakowa ist die Tochter von Oleg Pawlowitsch Tabakow und Ljudmila Iwanowna Krylowa.
Im Jahr 1987 schloss Tabakowa ihre Ausbildung an der Moskauer Theaterschule ab. Sie war mit Jan Josef Liefers verheiratet und hat mit ihm eine Tochter, Polina Liefers.

## Filmografie (Auswahl)
- 1987: Kreslo (Кресло)
- 1988: Kleine Vera (Маленькая Вера)
- 1989: How Dark the Nights Are on the Black Sea (В городе Сочи тёмные ночи)